# Cantonul Gavray
Cantonul Gavray este un canton din arondismentul Coutances, departamentul Manche, regiunea Basse-Normandie, Franța.

## Comune
| Comune              | Populație (1999) | Cod poștal | Cod INSEE |
| ------------------- | ---------------- | ---------- | --------- |
| La Baleine          | ...              | 50450      | 50028     |
| Gavray              | ...              | 50450      | 50197     |
| Grimesnil           | ...              | 50450      | 50221     |
| Hambye              | ...              | 50450      | 50228     |
| Lengronne           | ...              | 50450      | 50266     |
| Le Mesnil-Amand     | ...              | 50450      | 50301     |
| Le Mesnil-Garnier   | ...              | 50450      | 50311     |
| Le Mesnil-Rogues    | ...              | 50450      | 50320     |
| Le Mesnil-Villeman  | ...              | 50450      | 50326     |
| Montaigu-les-Bois   | ...              | 50450      | 50336     |
| Saint-Denis-le-Gast | ...              | 50450      | 50463     |
| Sourdeval-les-Bois  | ...              | 50450      | 50583     |
| Ver                 | ...              | 50450      | 50626     |